# Щербаков, Сергей Васильевич (Герой Советского Союза)
Сергей Васильевич Щербаков (6 октября 1914 — 27 ноября 1973) — штурман эскадрильи 15-го гвардейского бомбардировочного авиационного полка (14-я гвардейская авиационная дивизия, 4-й гвардейский бомбардировочный авиационный корпус, 18-я воздушная армия). Гвардии подполковник. Герой Советского Союза.

## Биография
Родился 6 октября 1914 года в селе Тюгаево в крестьянской семье. Окончил 7 классов. В Красную Армию призван в 1933 году. В 1937 году окончил Орловское бронетанковое училище, в 1939 году — Харьковское военное авиационное училище лётчиков-наблюдателей.

#### Великая Отечественная война
На фронте с июня 1941 года. Воевал в составе 16-го и 14-го авиационных полков дальнего действия в должности штурмана звена, затем — инструктор по радионавигации, заместитель штурмана полка 22-го гвардейского авиаполка, с марта 1945 года — штурман эскадрильи 15-го гвардейского авиаполка.

##### Подвиг
За годы войны (к маю 1945 года) выполнил 219 успешно выполненных боевых вылетов на самолётах СБ и Б-25, из них 36 боевых вылетов днём, 5 — в глубокий тыл противника на бомбардировку военно-промышленных и железнодорожных объектов.
Указом Президиума Верховного Совета СССР от 15 мая 1946 года за образцовое выполнение заданий командования в боях с немецко-фашистскими захватчиками и проявленные при этом мужество и героизм гвардии майору Щербакову Сергею Васильевичу присвоено звание Героя Советского Союза с вручением ордена Ленина и медали «Золотая Звезда».

#### Послевоенное время
После окончания войны служил в военной авиации. В 1949 году окончил Высшую офицерскую лётно-тактическую школу. С 1956 года гвардии подполковник Щербаков — в запасе. Жил и работал в Николаеве.

## Награды
- Медаль «Золотая Звезда» (15.05.1946)[2];
- два ордена Ленина (03.03.1944[3]; 15.05.1946);
- два ордена Красного Знамени (27.03.1943[4]; ?);
- два ордена Красной Звезды (12.03.1943[5]; ?).

## Память
Имя Героя увековечено на мемориале, установленном в городе Комсомольске Ивановской области.